# Джордж Фіцджеральд, 16-й граф Кілдер
Джордж Фіцджеральд (англ. George FitzGerald, 16th Earl of Kildare; 23 січня 1612 — 29 травня 1660) — XVI граф Кілдер, ірландський аристократ, лорд, барон, граф, пер Ірландії. Відомий як «Граф Фейрі» (Фейрі — істоти потойбічного світу ірландської міфології)
Джордж Фіцджеральд був сином Томаса Фіцджеральда і Френсіс Рендольф. Він був онуком Едварда Фіцджеральда (нар. 1502, брат Джеральда Фіцджеральда — XIV графа Кілдер) та Агнес Лі.

## Родина
Джордж Фіцджеральд одружився з леді Джоан Бойл (1611—1657) 15 серпня 1630 року. Джоан Бойл була дочкою Річарда Бойла — І графа Корк і його другої дружини Кетрін Фентон. Джордж і Джоан мали три сини і шість дочок. Один з цих синів — Роберт — старший син і дві дочки померли молодими. Ще одна дочка — Кетрін не одружилась.
Діти цього шлюбу:
- Вентворт Фіцджеральд — XVII граф Кілдер (1632 — 5 березня 1664) — одружився з леді Елізабет Голлс.
- Леді Елеонора Фіцджеральд (18 травня 1634 — 3 серпня 1681) — одружилась з Волтером Борроус.
- Роберт Фіцджеральд (нар. 1638) — одружився з Мері Клотворті, у них був син — Роберт Фіцджеральд — ХІХ граф Кілдер.
- Леді Елізабет Фіцджеральд (1642 — пом. 1697 або 1698) — одружилась з Каллаханом МакКарті — ІІІ графом Кланкарті, потім одружилась з сером Вільямом Дайвіс — лордом-юстиціарієм Ірландії.
- Френсіс Фіцджеральд — вийшла заміж за сера Джеймса Шаена[5].